# Federação Austríaca de Futebol

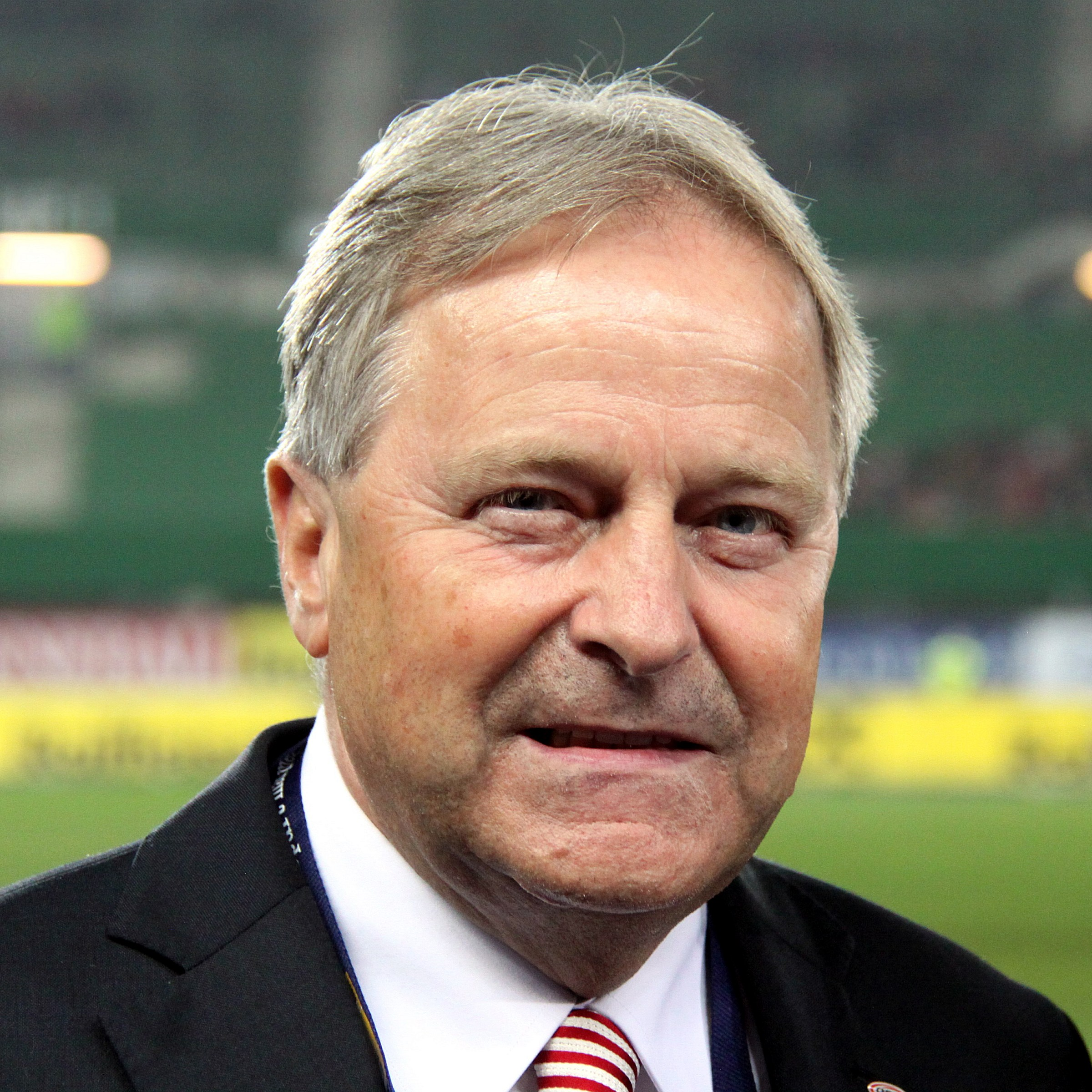
Presidente Leo Windtner.

A Federação Austríaca de Futebol (em alemão: Österreichischer Fußball-Bund, que usa a sigla OFB) é o órgão que dirige e controla o futebol da Áustria, comandando as competições nacionais e a Seleção Austríaca de Futebol. A sede deste órgão está localizada em Viena, capital da Áustria.

## Historial no Campeonato da Europa
- Organizações: 2 (2008 e 2016)
- Participações: 2
- Títulos: 0
- Finais: 0
- Ronda de qualificação:
  - Presenças: 12
  - Jogos: 80
  - Vitórias: 33
  - Empates: 13
  - Derrotas: 34
  - Golos marcados: 146
  - Golos sofridos: 125